# 観光圏
観光圏（かんこうけん）は日本の一つの都道府県または複数の都道府県にまたがった地域を観光のためにまとめたもので、日本を観光立国とする実現に向けての整備をし、観光旅客の来訪および長期の滞在を促進するために日本の国土交通省の外局である観光庁に認定された地域。ビジット・ジャパン・キャンペーンにも呼応している。

## 概要
従来の観光地と呼ばれる狭い地域だけが取り組んだ観光振興では目指す目的の達成に限界があるとされ、このことから広域の圏と呼ぶその地域の創意工夫を生かした主体的な取組を総合的かつ一体的に推進するため観光圏と呼ぶものを設定している。国または政府によって基本方針を策定し、その地域の関係者との協議を行い地方自治体である市町村や都道府県による観光圏の整備計画の作成とそれらの整備事業の実施に必要な事を関係する観光などの事業者とともに行い、その圏の発展を促すことを目指すもの。
これは「観光圏の整備による観光旅客の来訪及び滞在の促進に関する法律（平成20年5月23日法律第39号）」（略称：観光圏整備法）に基づくものであり、政府の立場からは国土交通省が音頭を取っている。観光圏の整備計画とその実施を目指す地域は所管する大臣に申請し認定を受ける。整備実施計画の認定を受けると観光圏として特例が適用され、また場合により交付金も受けられる。認定の期間は原則2年間、最大で5年間。

### 支援内容の例
観光圏整備実施計画が認定されると、事業に対して以下のような支援がある。
- 観光旅客の来訪・滞在の促進に効果や成果の見込まれる事業に係る補助金の交付（補助率上限40%）
- 着地型旅行商品の販売に係る旅行業法の特例
- 周遊割引券の導入に係る運送関係法令の手続緩和
- 宿泊施設に係る設備投資に対する財政投融資など

### 観光圏整備実施計画の認定
観光圏整備法とその関連省令・基本方針は2008年（平成20年）7月23日に施行・公表され、同年より観光圏整備実施計画の認定が開始された。以後毎年認定が行われ、2012年までに全国49地域が認定された。しかし地域間で整備実施計画の推進状況に差が生じていることから基本方針の見直しが行われ、2012年12月27日に改正、初年度に認定された整備実施計画の期間が5年間の満了を迎える2013年（平成25年）の3月1日に施行された。旧来の基本方針のもとで認定を受けた観光圏は、認定期間の満了までに新しい基本方針に基づき整備実施計画を定めて再申請を行えば「新観光圏」に移行することができ、申請を行わなければ期間満了とともに認定は解消される。
2015年現在、新たな基本方針のもとで整備実施計画の認定を受けている観光圏は13地域で、うち12地域が旧来の観光圏から移行してきた地域である（残る1地域は2013年以降新規に認定された地域）。加えて旧来の基本方針のもとで認定を受け、認定期間の満了を迎えていない観光圏が2地域ある。

## 観光圏の一覧
- 観光圏整備実施計画が認定されたそれぞれの観光圏について、圏域名、コンセプト（またはキャッチコピー）、圏域を構成する市町村を記す。

### 2013年度認定
- 認定期間は特記事項がなければ2017年度末までの5年間。

1. 富良野・美瑛観光圏
  - コンセプト - 富良野・美瑛田園休暇 ～アジアで最も豊かで美しい四季彩の大地へ～
  - 対象市町村 - 北海道：富良野市、美瑛町、上富良野町、中富良野町、南富良野町、占冠村
2. 八ヶ岳観光圏
  - コンセプト - 1,000m の天空リゾート八ヶ岳 ～澄みきった自分に還る場所～
  - 対象市町村 - 山梨県：北杜市、長野県：富士見町、原村
3. 雪国観光圏
  - コンセプト - 国境の長いトンネルを抜けたもう一つの日本
  - 対象市町村 - 新潟県：魚沼市、南魚沼市、湯沢町、十日町市、津南町、群馬県：みなかみ町、長野県：栄村
4. にし阿波～剣山・吉野川観光圏
  - コンセプト - 「天涯のしずく 久遠の大河へ」 ～四国 剣山・吉野川紀行～
  - 対象市町村 - 徳島県：美馬市、三好市、つるぎ町、東みよし町
5. 「海風の国」佐世保・小値賀観光圏
  - コンセプト - 「海風の国」 暮らしを育む海舞台 ～浦々の四季で迎える西海物語～
  - 対象市町村 - 長崎県：佐世保市、小値賀町
6. 阿蘇くじゅう観光圏
  - コンセプト - 阿蘇カルデラ ～命きらめく草原の王冠～
  - 対象市町村 - 熊本県：阿蘇市、南小国町、小国町、産山村、高森町、西原村、南阿蘇村、山都町、大分県：竹田市、宮崎県：高千穂町
  - 特記事項 - 認定期間は2018年度末まで

### 2014年度認定
- 認定期間は2018年度末までの5年間。

1. ニセコ観光圏
  - コンセプト - Niseko, My Extreme 世界が選ぶニセコ
  - 対象市町村 - 北海道：蘭越町、ニセコ町、倶知安町
2. 浜名湖観光圏
  - コンセプト - うみの真ん中に立ってみる ～ゴールデンルートで触れて味わう日本の恵み～
  - 対象市町村 - 静岡県：浜松市、湖西市
3. 海の京都観光圏
  - コンセプト - 平安の都人が憧れた桃源郷
  - 対象市町村 - 京都府：福知山市、舞鶴市、綾部市、宮津市、京丹後市、伊根町、与謝野町
4. 豊の国千年ロマン観光圏
  - コンセプト - 日本の記憶を巡る旅・・・千年ロマン時空の旅
  - 対象市町村 - 大分県：別府市、中津市、豊後高田市、杵築市、宇佐市、国東市、日出町、姫島村

### 2015年度認定
- 認定期間は2019年度末までの5年間。

1. 水のカムイ観光圏
  - コンセプト - 水のカムイと出会える旅へ～釧路湿原・阿寒・摩周～
  - 対象市町村 - 北海道：釧路市、弟子屈町
2. トキめき佐渡・にいがた観光圏
  - コンセプト - 「新たな北前船の旅立ちへ」 ～新潟みなとの先に悠久の島・佐渡がある～
  - 対象市町村 - 新潟県：新潟市、佐渡市
3. 香川せとうちアート観光圏
  - コンセプト - 「香川せとうちアート」～せと、人、アートで おもてなし～
  - 対象市町村 - 香川県：高松市、丸亀市、坂出市、善通寺市、観音寺市、さぬき市、東かがわ市、三豊市、土庄町、小豆島町、三木町、直島町、宇多津町、綾川町、琴平町、多度津町、まんのう町（香川県全域）

### 2018年度認定
- 認定期間は2022年度末までの5年間。

1. 富良野・美瑛観光圏
  - コンセプト - 富良野・美瑛田園休暇 ～世界で最も豊かで美しい四季彩の大地へ～
  - 対象市町村 - 北海道：富良野市、美瑛町、上富良野町、中富良野町、南富良野町、占冠村
2. 雪国観光圏
  - 対象市町村 - 新潟県：魚沼市、南魚沼市、湯沢町、十日町市、津南町、群馬県：みなかみ町、長野県：栄村
3. 八ヶ岳観光圏
  - 対象市町村 - 山梨県：北杜市、長野県：富士見町、原村
4. にし阿波～剣山・吉野川観光圏
  - コンセプト - 「千年のかくれんぼ」 ～分け入るごとに、時は巡り～
  - 対象市町村 - 徳島県：美馬市、三好市、つるぎ町、東みよし町
5. 「海風の国」佐世保・小値賀観光圏
  - コンセプト - 暮らしを育む海舞台 -浦々の四季で迎える西海物語-
  - 対象市町村 - 長崎県：佐世保市、小値賀町
6. 阿蘇くじゅう観光圏
  - コンセプト - “阿蘇カルデラ” ～命きらめく草原の王冠～
  - 対象市町村 - 熊本県：阿蘇市、南小国町、小国町、産山村、高森町、西原村、南阿蘇村、山都町、大分県：竹田市、宮崎県：高千穂町

## 旧基本方針のもとで認定された観光圏の一覧
- 観光圏整備実施計画が認定されたそれぞれの観光圏について、圏域名、コンセプト（またはキャッチコピー）、圏域を構成する市町村を記す。
- 認定期間が継続中の吉野大峯・高野観光圏と信越観光圏以外は新観光圏に移行、または期間満了につき認定を解消済み。

### 2008年度認定
- 認定期間は特記事項がなければ2012年度末までの5年間。

1. 富良野・美瑛広域観光圏（→富良野・美瑛観光圏として2013年度再認定）
  - コンセプト - ちょっと暮らすように旅をする ～ふらのびえい田園休暇街道
  - 対象市町村 - 北海道：富良野市、美瑛町、上富良野町、中富良野町、南富良野町、占冠村
2. 伊達な広域観光圏
  - コンセプト - ゆっくり滞在、伊達な時間（とき）を過ごす旅
  - 対象市町村[註 1] - 岩手県：一関市、奥州市、平泉町、宮城県：仙台市、気仙沼市、登米市、大崎市、松島町、利府町、南三陸町、山形県：最上町
3. 会津・米沢地域観光圏
  - コンセプト - 変わらぬぬくもり、変わる楽しみ ～会津・米沢 千の旅回廊～
  - 対象市町村 - 山形県：米沢市、福島県：会津若松市、喜多方市、下郷町、南会津町、北塩原村、西会津町、磐梯町、猪苗代町
4. やさしさと自然の温もりふくしま観光圏[註 2]
  - コンセプト - ここでは、あなたを優しくする風に出逢えます
  - 対象市町村 - 福島県：福島市、相馬市、二本松市、伊達市
5. 水戸ひたち観光圏
  - コンセプト - あなたの空と大地
  - 対象市町村 - 茨城県：水戸市、日立市、常陸太田市、高萩市、北茨城市、笠間市、ひたちなか市、常陸大宮市、那珂市、大洗町、城里町、東海村、大子町
6. 南房総地域観光圏
  - コンセプト - 家族時間の旅～里海・里山が織りなす「南房総・交流街道」
  - 対象市町村 - 千葉県：館山市、鴨川市、南房総市、鋸南町
7. 富士山・富士五湖観光圏
  - コンセプト -
  - 対象市町村 - 山梨県：富士吉田市、西桂町、忍野村、山中湖村、鳴沢村、富士河口湖町
  - 特記事項 - 認定期間は2013年度末まで
8. 雪国観光圏（→2013年度再認定）
  - コンセプト - こころ、真っ白
  - 対象市町村 - 新潟県：魚沼市、南魚沼市、湯沢町、十日町市、津南町、群馬県：みなかみ町、長野県：栄村
9. 伊勢志摩地域観光圏
  - コンセプト - RE：明日（リアス）式伊勢志摩の創出
  - 対象市町村 - 三重県：伊勢市、鳥羽市、志摩市、南伊勢町
  - 特記事項 - 認定期間は2012年度末までだったが、基本方針改正に伴う特例として2013年度末まで1年間延長[6]
10. 京都府丹後観光圏（→対象市町村を増やし、海の京都観光圏として2014年度再認定）
  - コンセプト - ゆるり ぐるり ほっこり 丹後
  - 対象市町村 - 京都府：舞鶴市、宮津市、京丹後市、伊根町、与謝野町
  - 特記事項 - 認定期間は2012年度末までだったが、基本方針改正に伴う特例として2013年度末まで1年間延長[6]
11. 淡路島観光圏
  - コンセプト - 神話のふるさと淡路島を舞台にした御食国（みけつくに）体験
  - 対象市町村 - 兵庫県：洲本市、南あわじ市、淡路市
  - 特記事項 - 認定期間は2012年度末までだったが、基本方針改正に伴う特例として2013年度末まで1年間延長[6]
12. 山陰文化観光圏[註 3]
  - コンセプト - ご縁で結ばれる、感動の旅
  - 対象市町村[註 4] - 鳥取県：米子市、倉吉市、境港市、三朝町、湯梨浜町、琴浦町、北栄町、日吉津村、大山町、南部町、伯耆町、日南町、日野町、江府町、島根県：松江市、出雲市、大田市、安来市、雲南市、奥出雲町、飯南町、海士町、西ノ島町、知夫村、隠岐の島町
13. 広島・宮島・岩国地域観光圏
  - コンセプト - 三本の矢を巡る国際観光地の旅！
  - 対象市町村 - 広島県：広島市、呉市、大竹市、廿日市市、江田島市、海田町、熊野町、坂町、山口県：岩国市、柳井市、周防大島町、和木町
14. にし阿波観光圏（→にし阿波～剣山・吉野川観光圏として2013年度再認定）
  - コンセプト - 歴史や伝説に彩られた日本の原風景の中で過ごす心豊かな時間の創造
  - 対象市町村 - 徳島県：美馬市、三好市、つるぎ町、東みよし町
15. 阿蘇くじゅう観光圏（→2013年度再認定）
  - コンセプト - 風と歩く、光に逢う、彩に酔う 阿蘇くじゅう時遊空間
  - 対象市町村[註 5] - 熊本県：阿蘇市、南小国町、小国町、産山村、高森町、南阿蘇村、西原村、山都町、大分県：竹田市、宮崎県：高千穂町
16. 新東九州観光圏
  - コンセプト - 泉と浦の物語
  - 対象市町村 - 大分県：別府市、由布市、大分市、臼杵市、津久見市、佐伯市、宮崎県：延岡市

### 2009年度認定
- 認定期間は特記事項がなければ2013年度末までの5年間。

1. さっぽろ広域観光圏
  - コンセプト - 都会派も、自然派も、ようこそ！さっぽろ圏
  - 対象市町村 - 北海道：札幌市、江別市、千歳市、恵庭市、北広島市、石狩市、当別町、新篠津村
2. 知床観光圏
  - コンセプト - さらなる未知へさそう旅
  - 対象市町村 - 北海道：斜里町、清里町、標津町、羅臼町
3. 新たな青森の旅・十和田湖広域観光圏
  - コンセプト -
  - 対象市町村 - 青森県：青森市、八戸市、十和田市、三沢市、七戸町、六戸町、東北町、おいらせ町
4. 日本海きらきら羽越観光圏
  - コンセプト - 日本海、山の神々、舟運、食を通じたおもてなし
  - 対象市町村 - 秋田県：にかほ市、山形県：鶴岡市、酒田市、戸沢村、三川町、庄内町、遊佐町、新潟県：村上市、関川村、粟島浦村
5. 日光観光圏
  - コンセプト - 地域の魅力の五重奏～『新たな日光』の発信
  - 対象市町村 - 栃木県：日光市
6. 富山湾・黒部峡谷・越中にいかわ観光圏
  - コンセプト - 4,000ｍの高低差！山・川・海をまるごと満喫する『水の旅』
  - 対象市町村 - 富山県：魚津市、滑川市、黒部市、入善町、朝日町
7. 能登半島観光圏
  - コンセプト - 能登はやさしや土までも、四季折々の感動半島
  - 対象市町村 - 石川県：七尾市、輪島市、珠洲市、羽咋市、志賀町、宝達志水町、中能登町、穴水町、能登町
8. 福井坂井奥越広域観光圏[註 6]
  - コンセプト - ふくきた王国“ほんものの体感物語”
  - 対象市町村 - 福井県：福井市、大野市、勝山市、あわら市、坂井市、永平寺町
9. 浜名湖観光圏（→2014年度再認定）
  - コンセプト - 未知なる香りに誘われて、ちょっぴり感動の旅 ～ぐるっと浜名湖ツーリズム～
  - 対象市町村 - 静岡県：浜松市、湖西市
10. びわ湖・近江路観光圏
  - コンセプト - “三方よし”のふる里 びわ湖・近江路 ～水よし・里よし・人情よし～
  - 対象市町村 - 滋賀県：彦根市、長浜市、東近江市、米原市、日野町、竜王町、愛荘町、豊郷町、甲良町、多賀町
11. 聖地熊野を核とした癒しと蘇りの観光圏
  - コンセプト -
  - 対象市町村 - 和歌山県：田辺市、奈良県：十津川村
12. 四万十・足摺エリア（幡多地域）観光圏
  - コンセプト - 四万十の恵みと黒潮のかおり ～でっかい探検フィールド“はた”～
  - 対象市町村 - 高知県：四万十市、宿毛市、土佐清水市、黒潮町、大月町、三原村
13. 平戸・佐世保・西海ロングスティ観光圏（→対象市町村を変更し、「海風の国」佐世保・小値賀観光圏として2013年度再認定）
  - コンセプト - 海からはじまる西★遊記 ～島・海・ひとが紡ぎだす、ぐるり西海 悠・時間～
  - 対象市町村 - 長崎県：佐世保市、平戸市、西海市
  - 特記事項 - 認定期間は2013年度末までの5年間であったが、2013年度に新観光圏に移行したため実質4年間
14. 雲仙天草観光圏
  - コンセプト - あらゆる自然の恵みがここにある ここにしかない歴史と風土がある 五感と自分に響く旅 島原・天草
  - 対象市町村 - 長崎県：島原市、雲仙市、南島原市、熊本県：上天草市、宇城市、天草市、苓北町

### 2010年度認定
- 認定期間は特記事項がなけれ2014年度末までの5年間。

1. はこだて観光圏
  - コンセプト - 「食は“函館・南北海道”に在り」 ～今だけ、ここだけの旅三昧・食三昧～
  - 対象市町村 - 北海道：函館市、北斗市、松前町、福島町、知内町、木古内町、七飯町、鹿部町、森町、八雲町、長万部町、江差町、上ノ国町、厚沢部町、乙部町、せたな町、奥尻町、今金町
  - 特記事項 - 認定期間は2014年度末までの5年間であったが、基本方針改正を受け協議会が2012年度末に解散したため実質3年間[6][12]
2. 釧路湿原・阿寒・摩周観光圏（→水のカムイ観光圏として2015年度再認定）
  - コンセプト - アジアの宝を見に来ませんか
  - 対象市町村 - 北海道：釧路市、弟子屈町
3. めでためでた♪ 花のやまがた観光圏
  - コンセプト - ココロに効く、カラダに効く、時速4km○○（ほにゃらら）の旅
  - 対象市町村 - 山形県：山形市、寒河江市、上山市、村山市、天童市、東根市、尾花沢市、山辺町、中山町、河北町、西川町、朝日町、大江町、大石田町
4. 箱根・湯河原・熱海・あしがら観光圏
  - コンセプト -
  - 対象市町村 - 神奈川県：小田原市、南足柄市、中井町、大井町、松田町、山北町、開成町、箱根町、真鶴町、湯河原町、静岡県：熱海市
5. 八ヶ岳観光圏（→2013年度再認定）
  - コンセプト - 豊かな自然と歴史文化、芸術に彩られた上質な日常を、暮らすように旅する滞在型観光地
  - 対象市町村 - 山梨県：北杜市、長野県：富士見町、原村
  - 特記事項 - 認定期間は2014年度末までの5年間であったが、2013年度に新観光圏に移行したため実質3年間
6. トキめき佐渡・にいがた観光圏（→2015年度再認定）
  - コンセプト - さあ船出しよう！この港はトキめきの旅の始まり
  - 対象市町村 - 新潟県：新潟市、佐渡市
7. 越中・飛騨観光圏
  - コンセプト - 海・山・人をつなぐ旅
  - 対象市町村 - 富山県：高岡市、射水市、氷見市、砺波市、小矢部市、南砺市、岐阜県：高山市、飛騨市、白川村
8. 立山黒部アルペンルート広域観光圏
  - コンセプト - のんびり ゆったり
  - 対象市町村 - 長野県：大町市、富山県：立山町
9. 伊豆観光圏
  - コンセプト - 海へ、山へ、温泉へ、 ～伊豆まるごと伊遊～
  - 対象市町村 - 静岡県：伊東市、下田市、東伊豆町、河津町、南伊豆町
10. 知多半島観光圏
  - コンセプト - しあわせ巡りあいたい知多半島旅
  - 対象市町村 - 愛知県：半田市、常滑市、東海市、大府市、知多市、阿久比町、東浦町、南知多町、美浜町、武豊町
11. 東紀州地域観光圏
  - コンセプト - 伊勢神宮と熊野三山を結ぶ“熊野古道伊勢路”を世界へ
  - 対象市町村 - 三重県：尾鷲市、熊野市、紀北町、御浜町、紀宝町
12. 瀬戸内しまなみ海道地域観光圏
  - コンセプト - しまなみ海道 海響ツーリズム
  - 対象市町村 - 広島県：尾道市、愛媛県：今治市、上島町
13. 香川せとうちアート観光圏（→2015年度再認定）
  - コンセプト - 海をわたりアートの聖地へ こころの旅が今はじまる
  - 対象市町村 - 香川県：高松市、丸亀市、坂出市、善通寺市、観音寺市、さぬき市、東かがわ市、三豊市、土庄町、小豆島町、三木町、直島町、宇多津町、綾川町、琴平町、多度津町、まんのう町
14. 玄界灘観光圏
  - コンセプト - 魏志倭人伝の途
  - 対象市町村 - 福岡県：福岡市、糸島市、佐賀県：唐津市、玄海町、長崎県：壱岐市
15. 豊の国千年ロマン観光圏（→2014年度再認定）
  - コンセプト - 別府・中津・宇佐・国東半島千年の歴史を体感する旅
  - 対象市町村 - 大分県：別府市、中津市、豊後高田市、杵築市、宇佐市、国東市、姫島村、日出町
  - 特記事項 - 認定期間は2014年度末までの5年間であったが、2014年度に新観光圏に移行したため実質4年間

### 2011年度認定
- 認定期間は北海道登別洞爺広域観光圏と盛岡・八幡平広域観光圏が2014年度末まで、吉野大峯･高野観光圏が2015年度末まで。

1. 北海道登別洞爺広域観光圏
  - コンセプト - 地球とのコミュニケーション 火山文化とアイヌ文化を世界に
  - 対象市町村 - 北海道：室蘭市、登別市、伊達市、豊浦町、壮瞥町、洞爺湖町、白老町
2. 盛岡・八幡平広域観光圏
  - コンセプト - ～ようこそ！大自然のドリームランド北東北へ～ 癒しのフルコース＜湯・食・学＞をあなたに！
  - 対象市町村 - 岩手県：盛岡市、八幡平市、宮古市、雫石町、葛巻町、岩手町、滝沢市、紫波町、矢巾町、岩泉町、秋田県：鹿角市、小坂町
3. 吉野大峯･高野観光圏
  - コンセプト - 神仏が宿る心のふるさと
  - 対象市町村 - 奈良県：吉野町、黒滝村、天川村、五條市、野迫川村、和歌山県：高野町

### 2012年度認定
- 認定期間は2016年度末までの5年間。

1. 信越観光圏
  - コンセプト - 善光寺発こころの旅路「信越ふるさと回廊」
  - 対象市町村 - 長野県：長野市、須坂市、中野市、飯山市、千曲市、山ノ内町、小布施町、信濃町、坂城町、小川村、高山村、飯綱町、野沢温泉村、木島平村、新潟県：上越市、妙高市